# 埃内斯特·留奇
埃内斯特·留奇·马丁（加泰隆尼亞語發音：[ərˈnest ʎuk]，1937年1月21日—2000年11月21日）是巴塞罗纳省出身的西班牙经济学家，政治家。1982年至1986年担任西班牙卫生与消费大臣。2000年被巴斯克恐怖组织“埃塔”的激进分子杀害。

## 生平
1937年1月21日出生于巴塞罗那省滨海比拉萨尔。毕业于巴塞罗那大学经济学专业，后留校任教。1977年大选中当选议员。1982年12月在冈萨雷斯内阁中出任卫生与消费大臣。任期内促成了终止妊娠非刑罪化。1986年7月在内阁改组后没有继续留任，胡利安·加西亚·巴尔加斯接替了他的职位。
1989年1月被任命为梅嫩德斯·佩拉约国际大学校长，1995年卸任。
他时常发表关于终结埃塔恐怖组织的言论。2000年11月21日晚10点左右，他在巴塞罗那智利大道的住宅附近被埃塔恐怖分子用枪击中头部身亡，其中一枪穿过颈部，另一枪射进了太阳穴。直到一个半小时后他的邻居才在停车场隐蔽处发现了尸体。11月23日傍晚，巴塞罗那市90万人举行声势浩大的示威游行，强烈抗议恐怖主义组织“埃塔”的新暴行。

## 纪念
为了纪念他，滨海比拉萨尔为他新建了一所图书馆，并作为埃内斯特·留奇基金会的总部。桑坦德市的一条大街、馬格達萊納宮的教室、巴塞隆拿地鐵5號線的一座车站、巴塞罗纳省阿夫雷拉的一所小学、比拉德卡瓦尔斯的一所医院、穆尔西亚托雷-帕切科的一所医疗中心都以他的名字命名。